# Ротчајлд (Висконсин)
Ротчајлд (енгл. Rothschild) град је у америчкој савезној држави Висконсин.

## Демографија
По попису из 2010. године број становника је 5.269, што је 299 (6,0%) становника више него 2000. године.
| Група             | 2000.         | 2010.         |
| Белци             | 4.769 (96,0%) | 4.914 (93,3%) |
| Афроамериканци    | 14 (0,3%)     | 25 (0,5%)     |
| Азијати           | 143 (2,9%)    | 198 (3,8%)    |
| Хиспаноамериканци | 14 (0,3%)     | 61 (1,2%)     |
| Укупно            | 4.970         | 5.269         |